# Téliszalámi
Le téliszalámi (hu) (/ˈteːlisɒlaːmi/ : « salami d'hiver ») est un salami hongrois fait à base de porc laineux (mangalitsa) et d'épices diverses. Il est fumé très lentement dans une température très basse. Durant le processus, un dépôt se forme autour du salami.

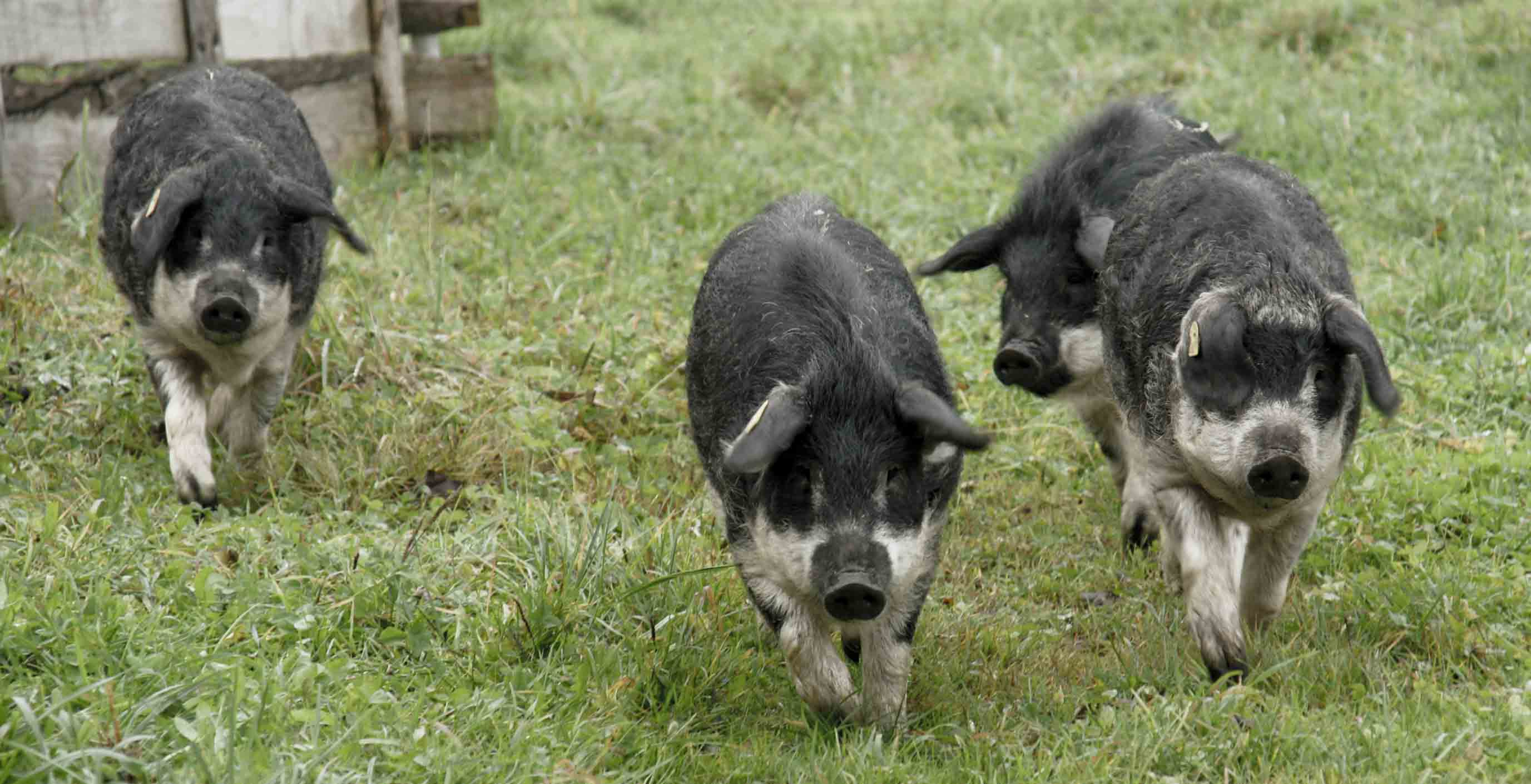
Le porc laineux de la race mangalitsa

## Appellations d'origine protégées
Vers 1885, un italien, Filippo Dozzi, s'installe dans les Alpes de Transylvanie, dont le versant nord est alors hongrois, et où les conditions météorologiques sont favorables à la production de saucissons. En 1912, il vend sa recette à des charcutiers Saxons de Transylvanie établis à Nagyszeben (Hermanstadt), mais la partition de la Hongrie à l'issue de la première Guerre mondiale les oblige à se replier sur la charcuterie Pick (en) de Szeged, d'où le nom de szegedi téliszalámi donné depuis lors à ce salami. Depuis lors, la société agroalimentaire Pick est restée le principal producteur, mais d'autres firmes en produisent aussi à Budapest.
Le téliszalámi de Szeged (Szegedi téliszalámi, issu du comitat de Csongrád-Csanád) a obtenu en 2007 une Appellation d'origine protégée de l'Union européenne, suivi du téliszalámi de Budapest (Budapesti téliszalámi) qui obtient l'Indication géographique protégée en 2009.